# 120mm M2 RAIADO
El mortero pesado estriado M2 de 120 mm (pt: MORTEIRO PESADO 120 mm M2 RAIADO) es un mortero brasileño 120 Mortero de mm diseñado para tener una gran potencia de fuego, movilidad y flexibilidad. El RT-M2 es diseñado por el Arsenal de Guerra de Río de Janeiro para la artillería del Ejército Brasileño . El RT-M2 se puede transportar por tierra o aire, y también se puede lanzar desde el aire, y ofrece un rango de 360°. El RT-M2 puede usar cualquier munición de 120mm fabricada  según los estándares internacionales.

## Características
- Nombre oficial: Mrt P 120 M2 R (120 M2 mortero pesado)
- Fabricante: Arsenal de Guerra de Río de Janeiro - Arsenal D. Juan VI
- Calibre⁣: 120 milímetros[2]
- Longitud⁣: 3.060 m[3]
- Peso Total: 717 kg
- Rango⁣: 6,5 km proyectiles estándar km o 13 km de propulsión adicional
- Tasa de fuego⁣: 18 disparos / minuto
- Uso: Comando o Automático

Municiones:
- Convencional: Alto explosivo
- Señalización
- Ejercicio
- Iluminativo